# Tarnówka (województwo łódzkie)
Tarnówka – wieś w Polsce położona w województwie łódzkim, w powiecie zduńskowolskim, w gminie Szadek.
W latach 1975–1998 miejscowość położona była w województwie sieradzkim.